# Stictogryllacris lyrata
Stictogryllacris lyrata is een rechtvleugelig insect uit de familie Gryllacrididae. De wetenschappelijke naam van deze soort is voor het eerst geldig gepubliceerd in 1899 door Kirby.